# Etrian Odyssey Untold: The Millennium Girl
Etrian Odyssey Untold: The Millennium Girl (新・世界樹の迷宮 ミレニアムの少女) est un jeu vidéo de type dungeon crawler développé et édité par Atlus, sorti en 2013 sur Nintendo 3DS.
Il s'agit d'une réinvention du premier jeu de la série, Etrian Odyssey. En plus du mode classique, ce remake dispose d'un mode histoire, accompagné de scènes animées par le studio MadHouse et doublées intégralement en anglais. Par ailleurs le jeu est uniquement disponible en version anglaise. 

## Système de jeu
Ce jeu reprend les bases d'Etrian Odyssey sur nintendo DS. Vous jouez une guilde formée de cinq personnages que vous choisirez parmi plusieurs classes disponibles. 

## Mode histoire
Dans le mode histoire disponible dans ce remake, vous jouerez un montagnard (Highlander) descendu de  sa montagne afin de découvrir le monde sans pour autant oublier ses traditions. Arrivé dans la ville d'Etria, il vous sera confié une mission pour tester vos aptitudes : cartographier le premier étage du labyrinthe d'Yggdrasil. Cependant après un tremblement de terre vous découvrirez les ruines de Glasheim où, après une expédition, vous tomberez sur une fille enfermée dans une cuve de cryogénisation, et se présentant sous le nom de Frédérica. Par ailleurs vous ferez la rencontre de trois compagnons envoyés pour mener des recherches: Raquna, Simon et Arthur.

## Accueil
- Canard PC : 9/10[1]